# When I’m Done Dying
When I’m Done Dying (Alternativtitel im Türkischen Bir Nefes Daha, dt.: Wenn ich einst gestorben bin) ist ein Film von Nisan Dağ, der im November 2020 beim Tallinn Black Nights Film Festival seine Premiere feierte.

## Handlung

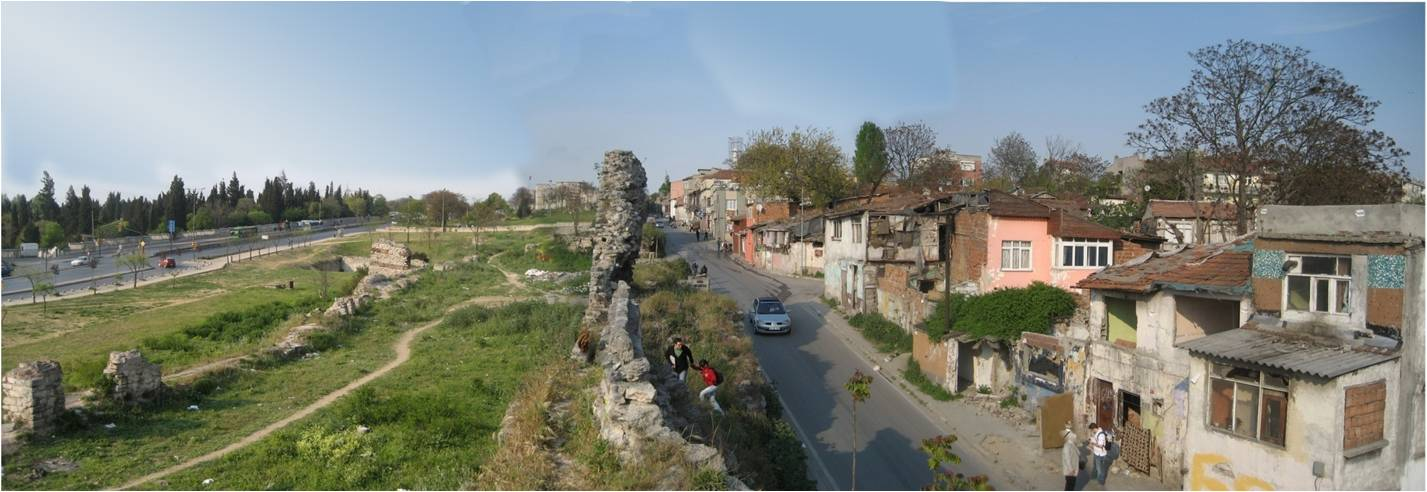
Fehmi lebt im Istanbuler Viertel Sulukule, wo der Film auch gedreht wurde

Der 19-jährige Fehmi lebt im Istanbuler Viertel Sulukule und hat in der Underground-Szene der Stadt bereits sein Talent als Rapper bewiesen. Als er die ein paar Jahre ältere DJ Devin kennenlernt, beginnen die beiden erst, musikalisch zusammenzuarbeiten und gehen auch bald eine romantische Beziehung ein. Die 25-Jährige stammt aus gutem Haus und fördert Fehmi, sodass er gemeinsam mit seinem Partner Yunus sein erstes Album aufnehmen kann.
Bald darauf erhält er einen Anruf von einem großen Plattenlabel, in dessen Auftrag ein Auftritt in einer hochkarätig besetzten Show organisiert wird, und alles scheint sich für Fehmi zum Positiven zu entwickeln. Er ist jedoch Bonzai-süchtig und kommt von dieser billigen synthetischen und für viele auch tödlichen Droge einfach nicht los. Seine Sucht ist nicht nur für seine Beziehung mit Devin eine Belastung, auch sein großer Durchbruch als Rapper steht auf dem Spiel.

## Produktion
Regie führte Nisan Dağ, die auch das Drehbuch schrieb. Die in Istanbul lebende und arbeitende Dağ führte nach ihrem von Kritikern gelobten Spielfilmdebüt Across The Sea aus dem Jahr 2014 bei einer Folge der MTV-Dokureihe Rebel Music Regie. Diese drehte sie in Sulukule, einem Slum in Istanbul. Bei den Dreharbeiten für Rebel Music lernte sie Da Poet kennen, einen einflussreichen Produzenten in der Szene und Insider der Underground-Hip-Hop-Bewegung in Istanbul, der schließlich seine Mitarbeit für When I’m Done Dying anbot. Er komponiert auch den Soundtrack zum Film. Der türkische Titel des Films, Bir Nefes Daha, nimmt Bezug auf ein Lied, das Fehmi und Yunus über die Auswirkungen des Drogenkonsums in ihrer Gegend schreiben.
Hauptdarsteller Oktay Çubuk, der Fehmi spielt, wurde 1996 in İzmir geboren, studierte an der İstanbul Bilgi Üniversitesi und war ab 2017 in der Fernsehserie Cennet'in Gözyaşları in der Rolle von Ömer zu sehen. In When I’m Done Dying gibt Çubuk sein Spielfilmdebüt als Schauspieler. In weiteren Rollen sind Hayal Köseoglu, Ushan Çakir, Eren Çigdem und Müfit Kayacan zu sehen. Zudem wirken im Film eine Reihe von Laiendarstellern mit.
Die Filmförderung Hamburg Schleswig-Holstein unterstützte das Projekt mit 100.000 Euro, Eurimages gewährte eine Produktionsförderung in Höhe von 120.000 Euro.
Gedreht wurde in Istanbul, wie bei Rebel Music in Sulukule. Als Kameramann fungierte John Wakayama Carey.
Die Premiere erfolgte am 21. oder 22. November 2020 beim Tallinn Black Nights Film Festival. Im April 2021 wurde der Film beim Seattle International Film Festival vorgestellt. Im November 2021 wurde er beim Cambridge Film Festival gezeigt.

## Auszeichnungen
Cleveland International Film Festival 2021
- Nominierung im International Narrative Competition[5]

Festival del Cinema Europeo Lecce 2021
- Lobende Erwähnung (Nisan Dağ)[6]

Santa Barbara International Film Festival 2021
- Auszeichnung im Jeffrey C. Barbakow International Competition[7]

Seattle International Film Festival 2021
- Nominierung im Official Competition (Nisan Dağ)[8]

Tallinn Black Nights Film Festival 2020
- Auszeichnung für die Beste Regie mit dem Preis der Jury (Nisan Dağ)
- Nominierung als Bester Film im offiziellen Wettbewerb (Nisan Dağ)[1]